# Elektronický nos
Elektronický nos je zařízení určené k detekci zápachů nebo chutí. Využití je nejen v průmyslu a gastronomii, ale i v prevenci kriminality, popřípadě zdravotnictví.
Během posledního desetiletí, "elektronické snímání" prošlo důležitým vývojem z technického, ale i obchodního hlediska. Výraz "elektronické snímání" odkazuje na schopnost reprodukovat lidské smysly pomocí senzorových polí a rozpoznávacích systémů. Od roku 1982, kdy byl na trh uveden první elektronický nos, byl výzkum veden na rozvoj této technologie, která by mohla odhalit a rozpoznat pachy a chutě. Fáze procesu rozpoznávání jsou podobné lidskému čichu a lze je využít pro identifikaci, srovnání, kvantifikaci a mnoho dalších aplikací, včetně např. ukládání dat a vyhledávání. Nicméně, hodnocení pachu či vůně, je specifičnost lidského nosu, a to díky subjektivnímu názoru každého člověka.

## Techniky analýzy zápachů
V průmyslu je analýza zápachu obvykle prováděna senzorickou analýzou, pomocí chemosenzorů nebo plynovou chromatografií. Plynová chromatografie poskytuje informace o těkavých organických sloučeninách, kdy se separační metodou od sebe oddělují složky ze získaného vzorku a které mohou být převedeny do plynné fáze, aniž by došlo k jejich rozkladu.

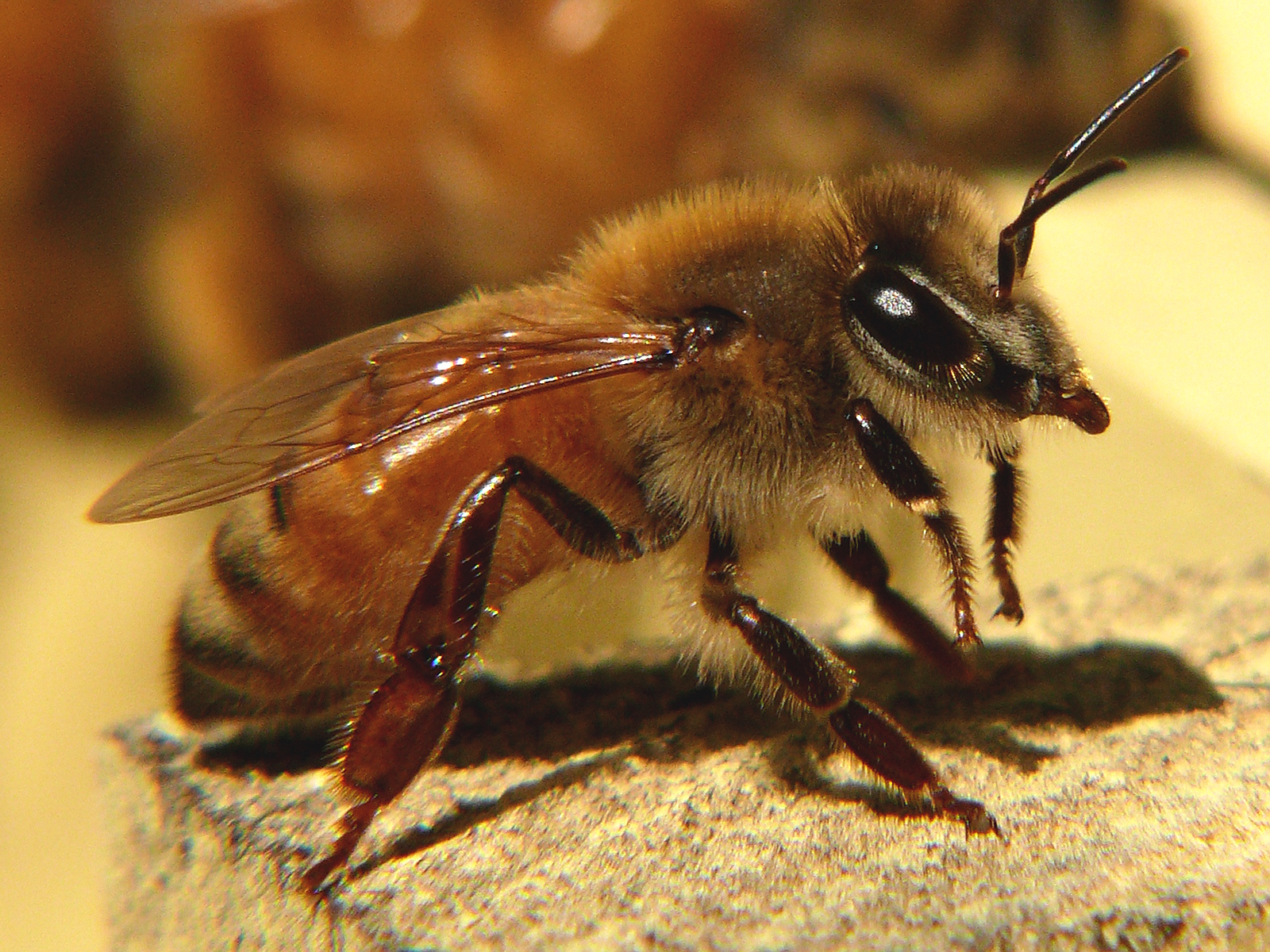
Včela

Dále také pomocí Wasp Hound detektoru. Ten funguje na principu, kdy se pět vycvičených vos nebo včel při náznaku zápachu začne rychle pohybovat uvnitř plastového boxu.

## Historie
Alexander Graham Bell se za svého života vyjádřil o detekci zápachu následovně:
Už jste někdy měřili zápach? Můžete mi říct, zda nějaký zápach je právě dvakrát silnější než druhý? Dokážete změřit rozdíl mezi dvěma druhy zápachu? Je zřejmé, že máme velmi mnoho různých druhů zápachů, od vůně fialek a růží až po vůni assa-foetida. Ale dokud můžete změřit jejich podobu a rozdíly, nemůžete mít žádnou vědu zápachu. Pokud jste ambiciózní a chcete najít novou vědu, měřte zápach.
Alexander Graham Bell, 1914

## Princip funkce
Elektronický nos byl vyvinut k napodobení lidského nosu a jedná se o zařízení, které umožňuje zhodnotit zkoumaný vzorek a vytvořit jeho digitální záznam. Lidský nos obsahuje až miliony receptorových buněk, díky kterým jsme schopni vnímat zápach. Elektronický nos naproti tomu jen několik desítek senzorů. Ty jsou nejčastěji složeny z vodivých částic umístěných v polymerové mřížce. Plyny, které interagují s těmito kompozitovými částmi, nutí polymer expandovat, a zvyšovat tak elektrický odpor kompozitu. Tato změna odporu vytváří charakteristický signál, a pokud je charakteristický signál pro daný vzorek obsažen v databázi, je pomocí výpočetního systému v reálném čase analyzován a vyhodnocen.
Jednotlivá zařízení se nejčastěji skládají z headspace vzorkovače, senzorů a rozpoznávacích modulů pro generování signálu, který se používá pro charakterizaci zápachu.
Elektronické nosy mají tři hlavní části: systém pro dodání vzorku, detekční systém a počítačový systém.
Systém pro dodání vzorku pracuje na principu headspace analýzy, ze které získá vzorek.
Detekční systém se skládá ze sady senzorů a je tzv. "reaktivní" částí přístroje. Když se dostanou senzory do styku s těkavými sloučeninami, dojde ke změně elektrických vlastností. Jak se toho docílí, záleží na typu použitých senzorů.
Většina elektronických nosů používá senzorová pole, která reagují s těkavými látkami při kontaktu: adsorpce těkavých látek na povrchu senzoru způsobí fyzickou změnu. Při použití senzorového pole je každý senzor citlivý jen na určité těkavé molekuly, a to svým specifickým způsobem. Nicméně v bio-elektronických nosech se používají receptorové proteiny, které reagují se všemi specifickými molekulami zápachu. Jedná se o klonované bílkoviny z biologických organismů, které se vážou na specifické molekuly pachu. Výsledná reakce senzoru se zkoumanou látkou se zaznamená pomocí elektronického rozhraní, transformujícího signál na digitální hodnotu. Zaznamenaná data jsou pak vypočítána na základě statistických modelů.
Nejčastěji používané senzory pro elektronické nosy:

### Piezoelektrické senzory
Jedná se o senzory, kdy se využívá změny frekvence piezoelektrického krystalu, na jehož povrch se dostala zkoumaná látka.

### Senzory s polovodiči na bázi oxidů kovů
Zkoumaná látka vyvolá v oxidovém filmu oxidačně-redukční reakci, která má za následek změnu vodivosti senzoru.

### CHEMFET
Tranzistory, kde mezi hradlem a substrátem vzniká potenciál na řídící elektrodě v důsledku adsorpce zkoumané látky.

### SAW
Povrchové akustické vlny. Jedná se o systémy MEMS, které se opírají o modulaci povrchových akustických vln, určených ke snímání fyzikální jevů.
V posledních letech byly vyvinuty druhy elektronických nosů, které využívají jako detekčního systému hmotnostní spektrometrie nebo ultra-rychlé plynové chromatografie.
Výpočetní systém kombinuje odezvy ze všech senzorů, které představují vstupní data pro zpracování. Tato část přístroje provádí celkovou analýzu vzorku a poskytuje výsledky, které lze snadno interpretovat.

## Průběh analýzy
Nejdříve je nutné, aby byl elektronický nos vytrénován trénovací skupinou vzorků pro vytvoření databáze. Teprve poté může přístroj rozpoznávat nové vzorky srovnáním s těmi, které jsou již obsaženy v jeho databázi. Tak se provádí kvalitativní a kvantitativní analýza. Obdobně jako lidský nos, tak se i ten elektronický, učí na základě nových vzorků a četnosti jeho používání.
Problematické jsou však zápachy, které jsou tvořeny z více různých molekul, a zařízení je může chybně interpretovat. To má za následek nesprávné nebo nepřesné výsledky.
Pro klasifikaci vzorů se používají metody se supervizí a bez supervize, ale lze použít i jejich kombinaci. Hlavní metodou bez supervize je analýza hlavních komponent (PCA). Jedná se o lineární techniku, která redukuje multidimenzionální korelovaná data do dvou nebo tří dimenzí, takže velký počet proměnných redukuje na menší počet bez výraznější ztráty informace. Nejtypičtější metodou se supervizí jsou naopak neuronové sítě. Ty jsou založeny na simulaci biologických nervových systémů.

## Aplikace

### Laboratoře pro kontrolu kvality
- Kontrola kvality surovin, meziproduktů a finálních výrobků
- Detekce kontaminace, pančování
- Monitorování podmínek skladování

### Možnosti aplikace v oblasti zdraví a bezpečnosti
- Detekce nebezpečných a škodlivých bakterií, např. pomocí softwaru, který byl speciálně vyvinut pro rozpoznávání zápachu MRSA (Meticilin-rezistentní zlatý stafylokok), MSSA (Meticilin-senzitivní zlatý stafylokok) a mnoho dalších látek.
- Detekce rakoviny plic pomocí detekce těkavých organických sloučenin, které indikují zdravotní stav.
- Kontrola kvality potravinářských výrobků.
- Nosní implantáty by mohly varovat na přítomnost zemního plynu, pro ty, kteří mají anosmii nebo slabý čich.
- Brain mapping foundation používá elektronický nos pro detekci rakovinotvorných buněk v mozku

### Prevence kriminality a bezpečnost
- Odhalení bez zápachových chemikálií - možnost detekce drog i přes jiné pachy, které jsou schopné zmást policejní psy.
- Detekce bomb na letištích - při dobrém umístění několika nebo více elektronických nosů lze pomocí triangulace nalézt umístění bomby na několik metrů v řádech sekund.

Tím by se umožnilo nahrazení zvířat, která se pro takovéto úkoly používají.

### Životní prostředí
- Pro identifikaci těkavých organických látek v ovzduší, vodě a vzorcích půdy
- Pro ochranu životního prostředí

## Příklad elektronického nosu

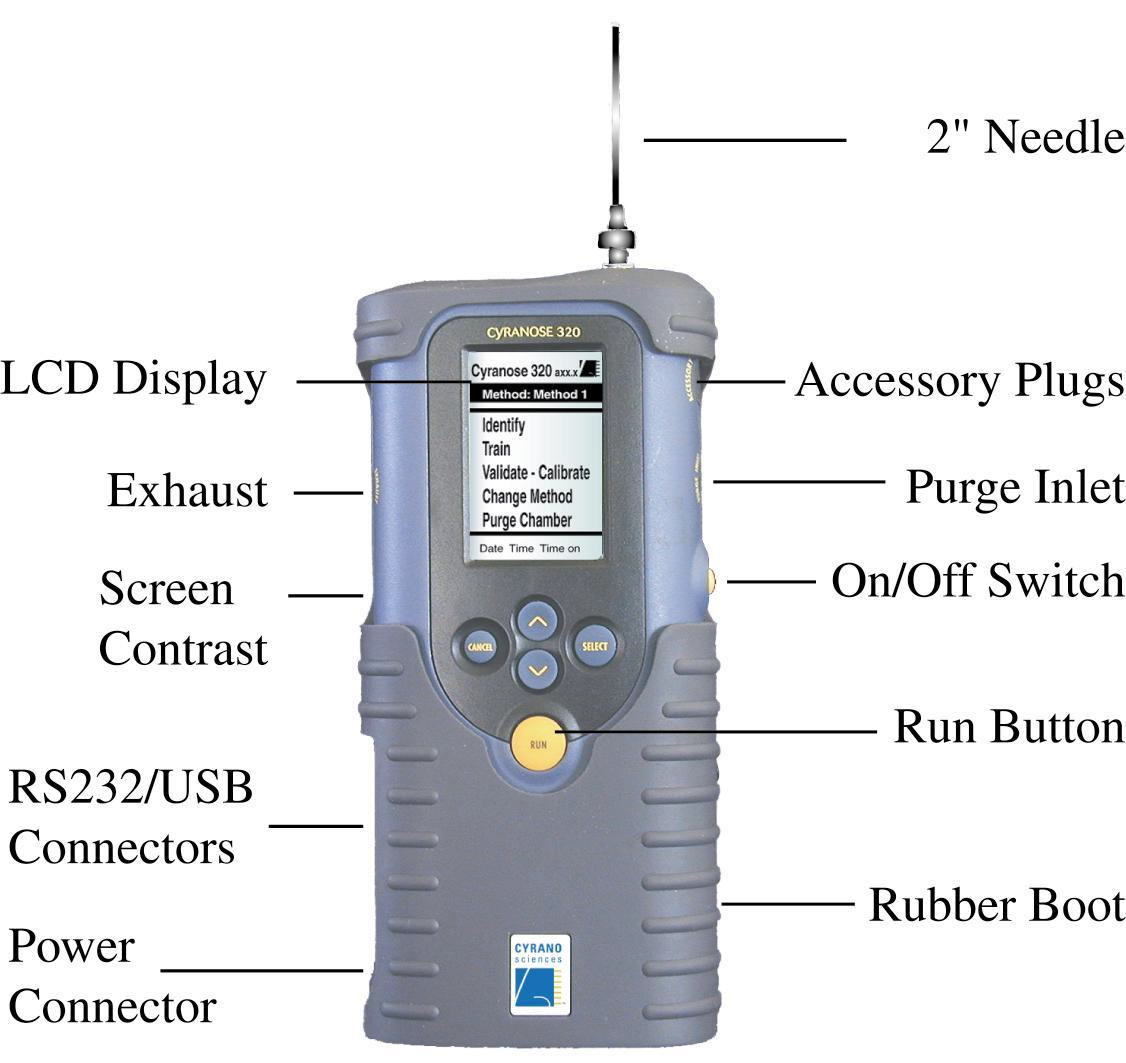
Cyranose 320

Cyranose 320 je ruční "elektronický nos", vyvinutý firmou Cyrano Sciences of Pasadena, California v roce 2000. Kromě možnosti použití např. ve zdravotnictví, pro detekci CHOPN, jej lze všeobecně používat také v průmyslu např. pro kontrolou kvality nebo i pro detekci kontaminace.